# Regensburg Legionäre
I Legionäre Regensburg sono una squadra di baseball tedesca con sede a Ratisbona. Per motivi di sponsorizzazione, sono spesso noti come Buchbinder Legionäre.
La fondazione del club risale al 1987, ma i primi successi a livello nazionale sono arrivati qualche decennio dopo.
Dopo essere stati vice campioni nel 2006 e nel 2007, al terzo tentativo nel 2008 la squadra ha vinto il titolo nazionale, a quattordici anni dall'esordio in Bundesliga. Negli anni immediatamente seguenti, i Legionäre hanno dominato il campionato tedesco, avendo ripetuto il successo anche nelle stagioni 2010, 2011, 2012, e 2013.
Nel frattempo, negli anni precedenti, la squadra aveva vinto numerose Coppe di Germania.

## Palmarès
- Campionati tedeschi: 5

2008, 2010, 2011, 2012, 2013
- Coppe di Germania: 6

1997, 2002, 2003, 2004, 2005, 2006